# Влашки До (Смедеревска Паланка)
Влашки До је насеље у Србији у општини Смедеревска Паланка у Подунавском округу. Према попису из 2022. има 869 становника (према попису из 2011. било је 975 становника).

## Историја
Влашки До се налази североисточно од Азање. По предању, овде је за време Турака била мезулана, по којој је, свакако, и поток, који овуда протиче, добио име Мезул. Овуда је пролазио Цариградски друм идући од Гроцке преко Колара за Паланку.
До 1882.г. овде су биле колибе и трла, кошеви и имања појединих азањских породица. Како им је било далеко да сваког дана из Азање овамо долазе на имања, почели су се појединци стално настањивати. Прво су се доселили Арсенијевићи, за њима Танасковићи, па Павићи и Милосављевићи. Затим су се насељавале и друге породице (Стевановићи, Тошићи, Никодијевићи, Мијатовићи, Анђелковићи, Шаранчићи, Батинићи, Новаковићи, Матејићи и др). Све су ове породице дошле из Азање, где и данас имају рођаке. Једино су Пантићи (Милојевићи) дошли из Сепаца (Јасеница) “. (подаци крајем 1921. године).
Овде се налази Споменик палима у Ослободилачким ратовима у Влашком Долу.

## Демографија
У насељу Влашки До живи 977 пунолетних становника, а просечна старост становништва износи 43,6 година (41,5 код мушкараца и 45,7 код жена). У насељу има 312 домаћинстава, а просечан број чланова по домаћинству је 3,72.
Ово насеље је великим делом насељено Србима (према попису из 2002. године), а у последња три пописа, примећен је пад у броју становника.
|  |

| Демографија | Демографија | Демографија |
| Година      | Становника  | Становника  |
| ----------- | ----------- | ----------- |
| 1948.       | 1.961       |             |
| 1953.       | 1.713       |             |
| 1961.       | 1.644       |             |
| 1971.       | 1.526       |             |
| 1981.       | 1.477       |             |
| 1991.       | 1.287       | 1.252       |
| 2002.       | 1.161       | 1.211       |
| 2011.       | 975         |             |
| 2022.       | 869         |             |

| Етнички састав према попису из 2002.‍ | Етнички састав према попису из 2002.‍ | Етнички састав према попису из 2002.‍ | Етнички састав према попису из 2002.‍ | Етнички састав према попису из 2002.‍ |
| ------------------------------------ | ------------------------------------ | ------------------------------------ | ------------------------------------ | ------------------------------------ |
|                                      |                                      |                                      |                                      |                                      |
| Срби                                 | Срби                                 |                                      | 1.146                                | 98,70%                               |
| Хрвати                               | Хрвати                               |                                      | 1                                    | 0,08%                                |
| Муслимани                            | Муслимани                            |                                      | 1                                    | 0,08%                                |
| непознато                            | непознато                            |                                      | 12                                   | 1,03%                                |

| Година пописа     | 1948. | 1953. | 1961. | 1971. | 1981. | 1991. | 2002. |
| ----------------- | ----- | ----- | ----- | ----- | ----- | ----- | ----- |
| Број домаћинстава | 392   | 349   | 369   | 343   | 340   | 319   | 312   |

| Број чланова      | 1  | 2  | 3  | 4  | 5  | 6  | 7  | 8  | 9 | 10 и више | Просек |
| ----------------- | -- | -- | -- | -- | -- | -- | -- | -- | - | --------- | ------ |
| Број домаћинстава | 52 | 58 | 33 | 54 | 54 | 33 | 16 | 10 | 2 | 0         | 3,72   |

| Пол    | Укупно | Неожењен/Неудата | Ожењен/Удата | Удовац/Удовица | Разведен/Разведена | Непознато |
| ------ | ------ | ---------------- | ------------ | -------------- | ------------------ | --------- |
| Мушки  | 502    | 115              | 333          | 43             | 11                 | 0         |
| Женски | 495    | 43               | 330          | 99             | 21                 | 2         |
| УКУПНО | 997    | 158              | 663          | 142            | 32                 | 2         |

| Пол    | Укупно                    | Пољопривреда, лов и шумарство | Рибарство                            | Вађење руде и камена | Прерађивачка индустрија       |
| ------ | ------------------------- | ----------------------------- | ------------------------------------ | -------------------- | ----------------------------- |
| Мушки  | 333                       | 235                           | 0                                    | 0                    | 50                            |
| Женски | 197                       | 174                           | 0                                    | 0                    | 5                             |
| УКУПНО | 530                       | 409                           | 0                                    | 0                    | 55                            |
| Пол    | Производња и снабдевање   | Грађевинарство                | Трговина                             | Хотели и ресторани   | Саобраћај, складиштење и везе |
| Мушки  | 1                         | 11                            | 11                                   | 3                    | 4                             |
| Женски | 0                         | 1                             | 5                                    | 0                    | 0                             |
| УКУПНО | 1                         | 12                            | 16                                   | 3                    | 4                             |
| Пол    | Финансијско посредовање   | Некретнине                    | Државна управа и одбрана             | Образовање           | Здравствени и социјални рад   |
| Мушки  | 0                         | 2                             | 7                                    | 1                    | 5                             |
| Женски | 0                         | 3                             | 0                                    | 3                    | 5                             |
| УКУПНО | 0                         | 5                             | 7                                    | 4                    | 10                            |
| Пол    | Остале услужне активности | Приватна домаћинства          | Екстериторијалне организације и тела | Непознато            | Непознато                     |
| Мушки  | 1                         | 0                             | 0                                    | 2                    | 2                             |
| Женски | 0                         | 0                             | 0                                    | 1                    | 1                             |
| УКУПНО | 1                         | 0                             | 0                                    | 3                    | 3                             |

## Спорт
- ФК Будућност Влашки До
- ЖФК Виша Сила